# Nhà thờ chính tòa Thánh Vasily
Nhà thờ Thánh Vasily (tiếng Nga: Собор Василия Блаженного, chuyển tự là Sobór Vasíliya Blazhénnogo) thường được gọi là Nhà thờ chính tòa Thánh Basiliô Hiển phúc hoặc ngắn gọn là Nhà thờ Thánh Basil, là một nhà thờ Chính thống giáo Nga tọa lạc tại Quảng trường Đỏ, Moskva, và là một trong những biểu tượng văn hóa nổi tiếng nhất của Nga. Hiện nay nhà thờ là một viện bảo tàng và có tên gọi chính thức là Nhà thờ chính tòa Cầu bầu của Mẹ Thiên Chúa trên Hào lũy (tiếng Nga: Собор Покрова пресвятой Богородицы, что на Рву) hoặc Nhà thờ Pokrovsky. Nguyên gốc, công trình này bao gồm chín nhà nguyện (một ở giữa và tám ở các hướng xung quanh) với chín mái vòm, cùng với hành lang hiên và các mái nhọn, được xây dựng từ năm 1555 tới 1561 theo lệnh của Ivan Hung Đế để kỷ niệm sự chiến thắng ở Kazan và Astrakhan. Sau này, hai nhà nguyện nhỏ hơn được xây nối thêm. Nhà thờ này là công trình cao nhất ở Moskva cho tới khi Tháp chuông Ivan Đại Đế được hoàn thành năm 1600. Vào thế kỷ 16 và 17, nhà thờ được coi là tượng trưng cho Đền thờ Jerusalem với cuộc rước Chúa nhật Lễ Lá diễn ra hằng năm với sự tham dự của Thượng phụ Moskva và Sa hoàng. Nhà thờ có một trong những bộ sưu tập chuông lớn nhất ở Nga, bao gồm tổng cộng 19 chiếc chuông được đúc ở Urals, Yaroslavl, Moscow, Belarus, Pháp, Hà Lan và Đức trong những năm 1547–1996. 
Các nhà lập kế hoạch Bolshevik nảy ra ý tưởng phá bỏ nhà thờ sau tang lễ của Lenin (tháng 1 năm 1924). Từ mùa xuân năm 1939, nhà thờ bị đóng cửa. Tòa nhà được sử dụng như một bảo tàng và chính thức là một chi nhánh của Bảo tàng Lịch sử Nhà nước (có trụ sở chính đối diện ngay đầu bên kia của Quảng trường Đỏ). Tòa nhà ngày nay vẫn được sử dụng một phần như một bảo tàng và kể từ năm 1991, từ khi Liên Xô tan rã, thỉnh thoảng được sử dụng cho các dịch vụ của Giáo hội Chính thống giáo Nga. Kể từ năm 1997, các buổi lễ của giáo hội Chính thống đã được tổ chức thường xuyên vào ngày chủ nhật. Đợt cải tạo cuối cùng gần đây nhất được hoàn thành vào tháng 9 năm 2008.
Dù thường được dịch sang các ngôn ngữ khác là "nhà thờ chính tòa" (cathedralis) nhưng đây không phải là một nhà thờ chính tòa thực sự – theo nghĩa là nơi đặt tòa giám mục. Thực tế, đây là một sobor (nhà thờ công nghị, nghị đường) – tương đương với vương cung thánh đường (basilica) trong Công giáo Rôma.

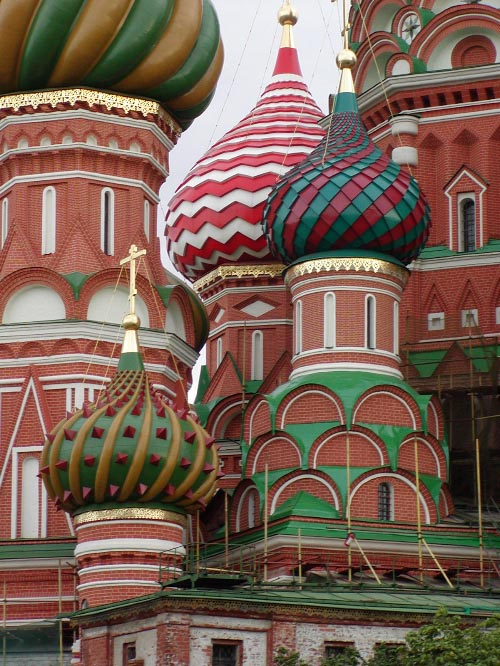
Mái vòm của nhà thờ

## Hình ảnh

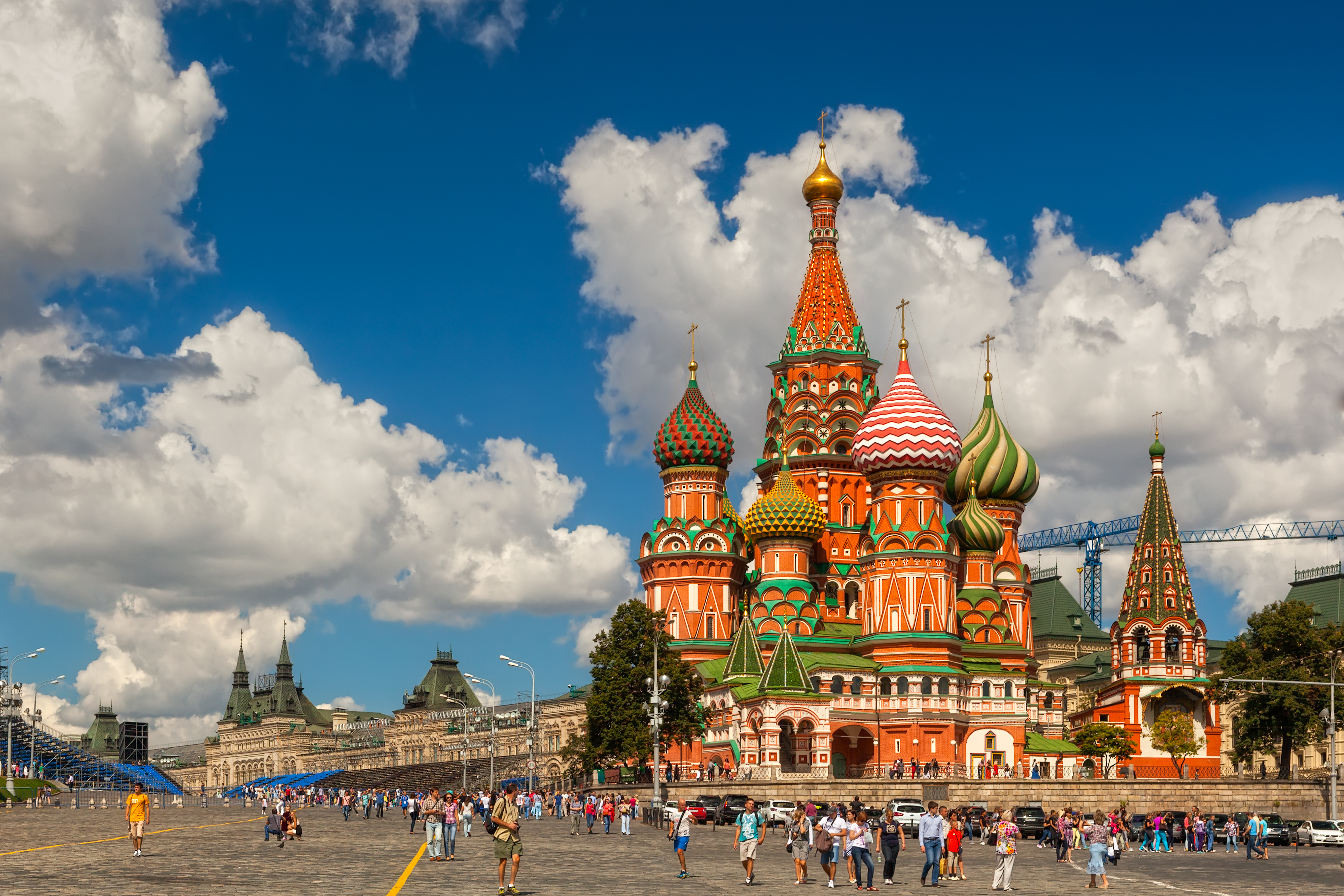
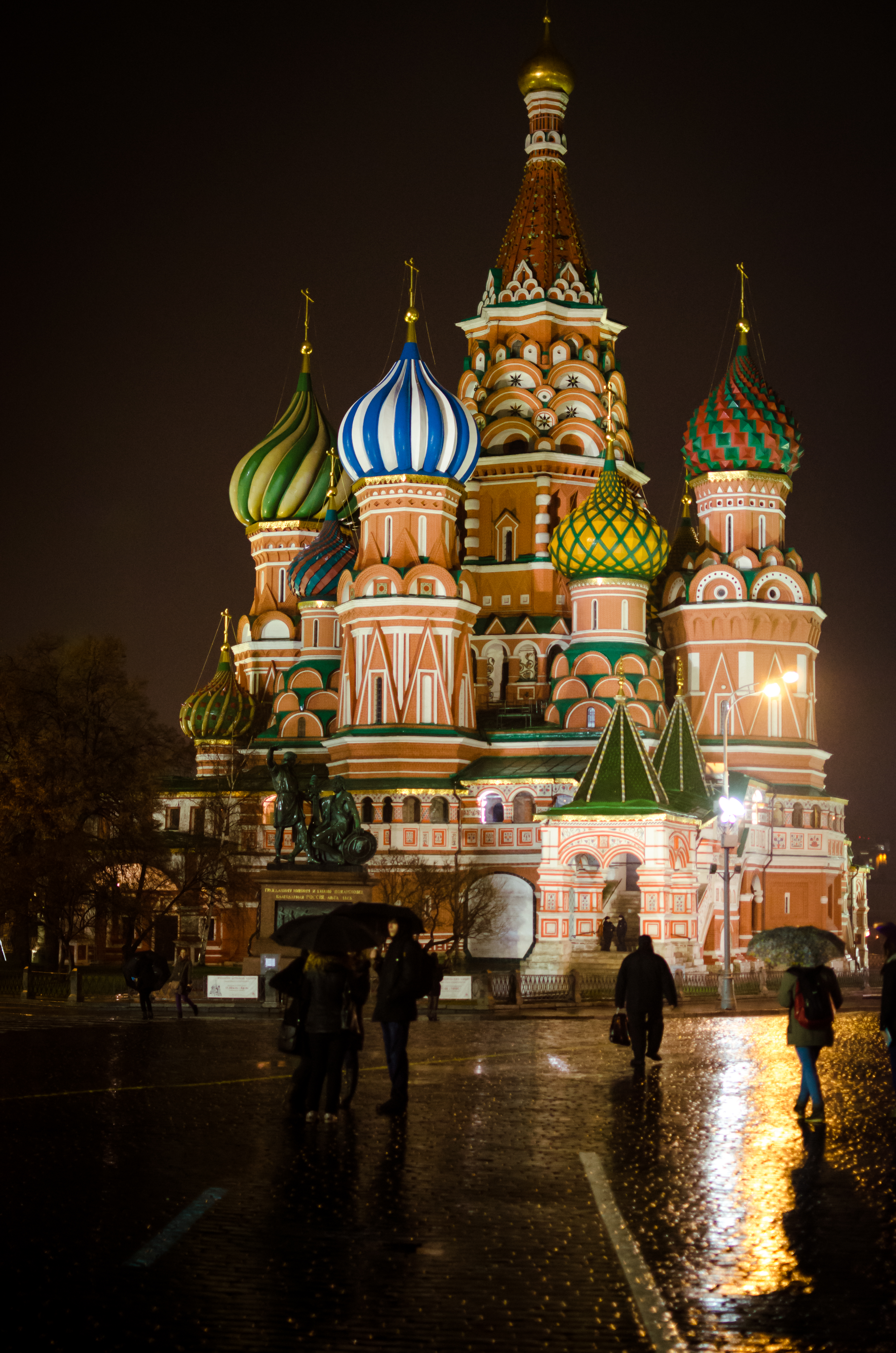
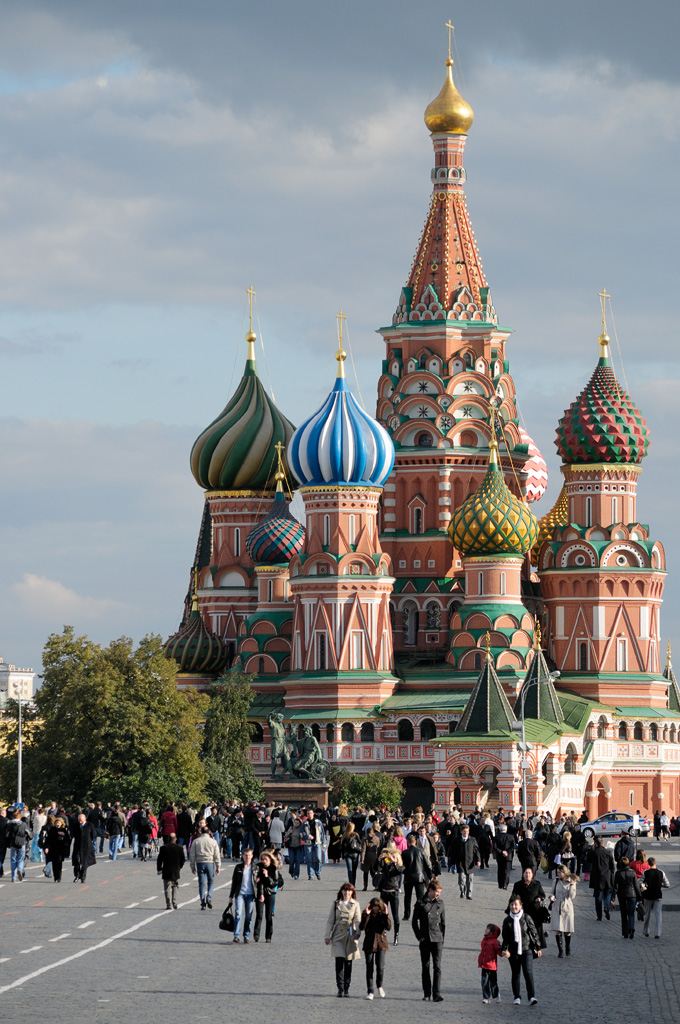
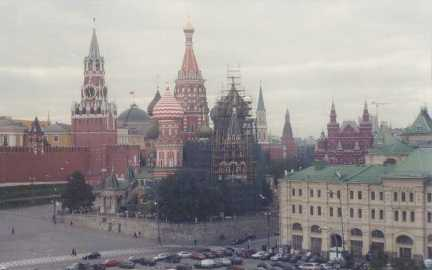
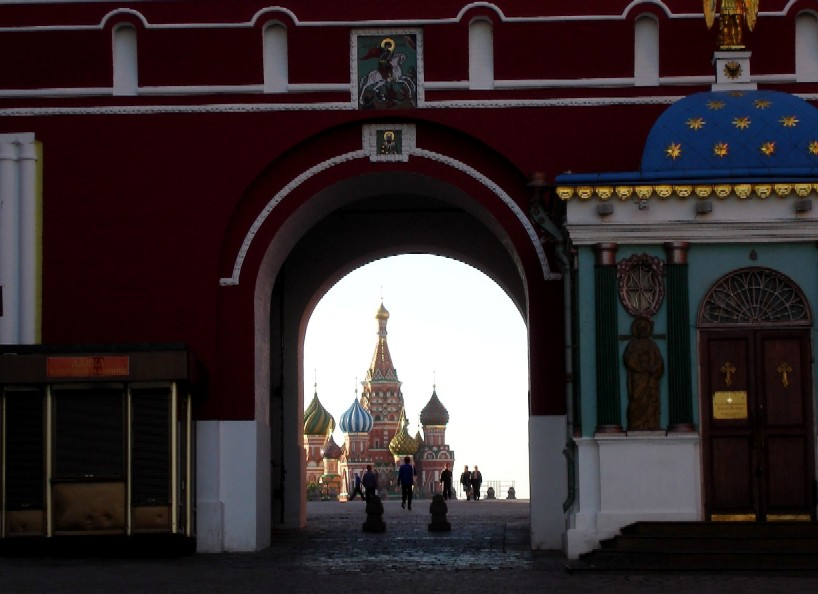
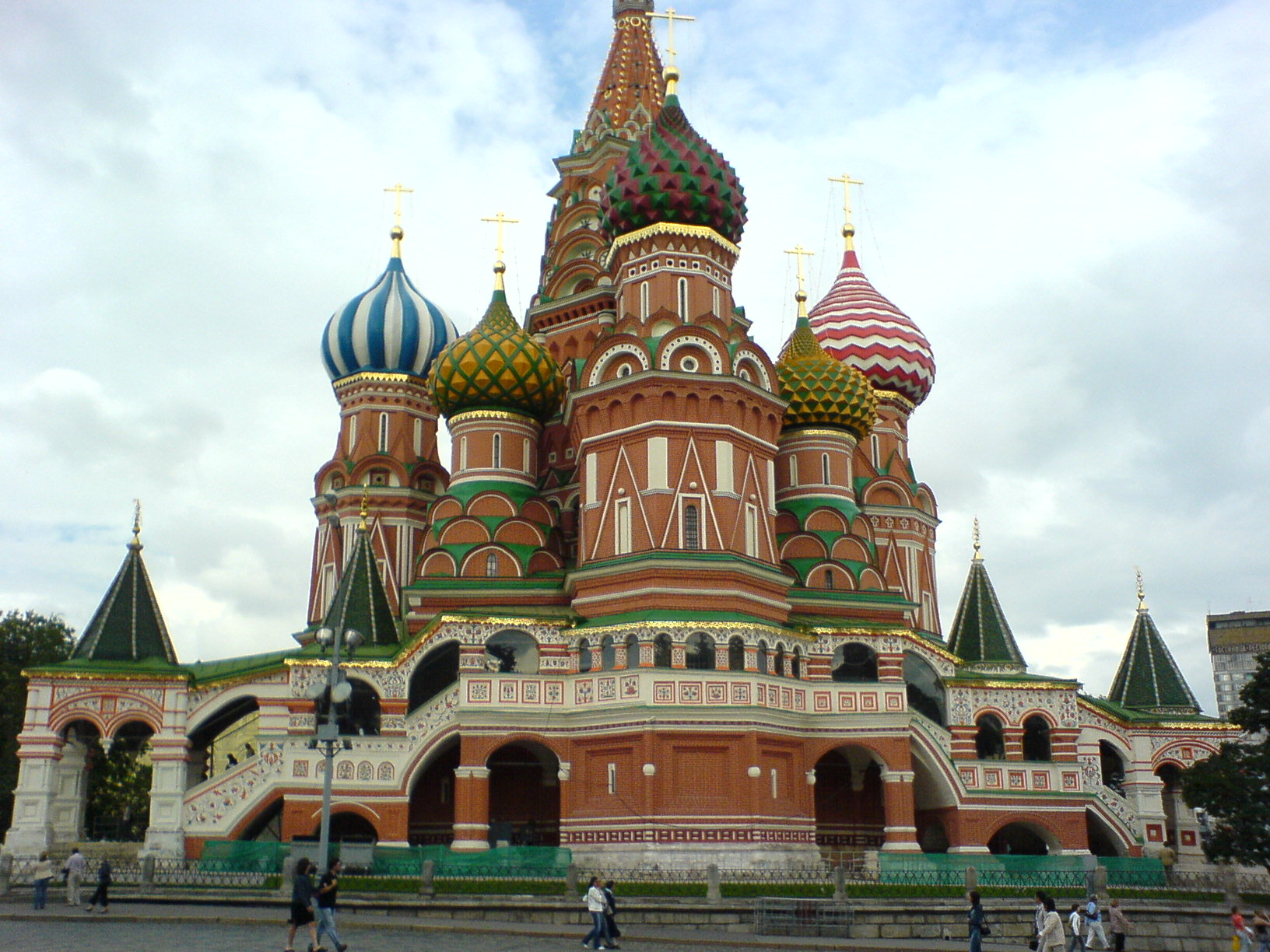
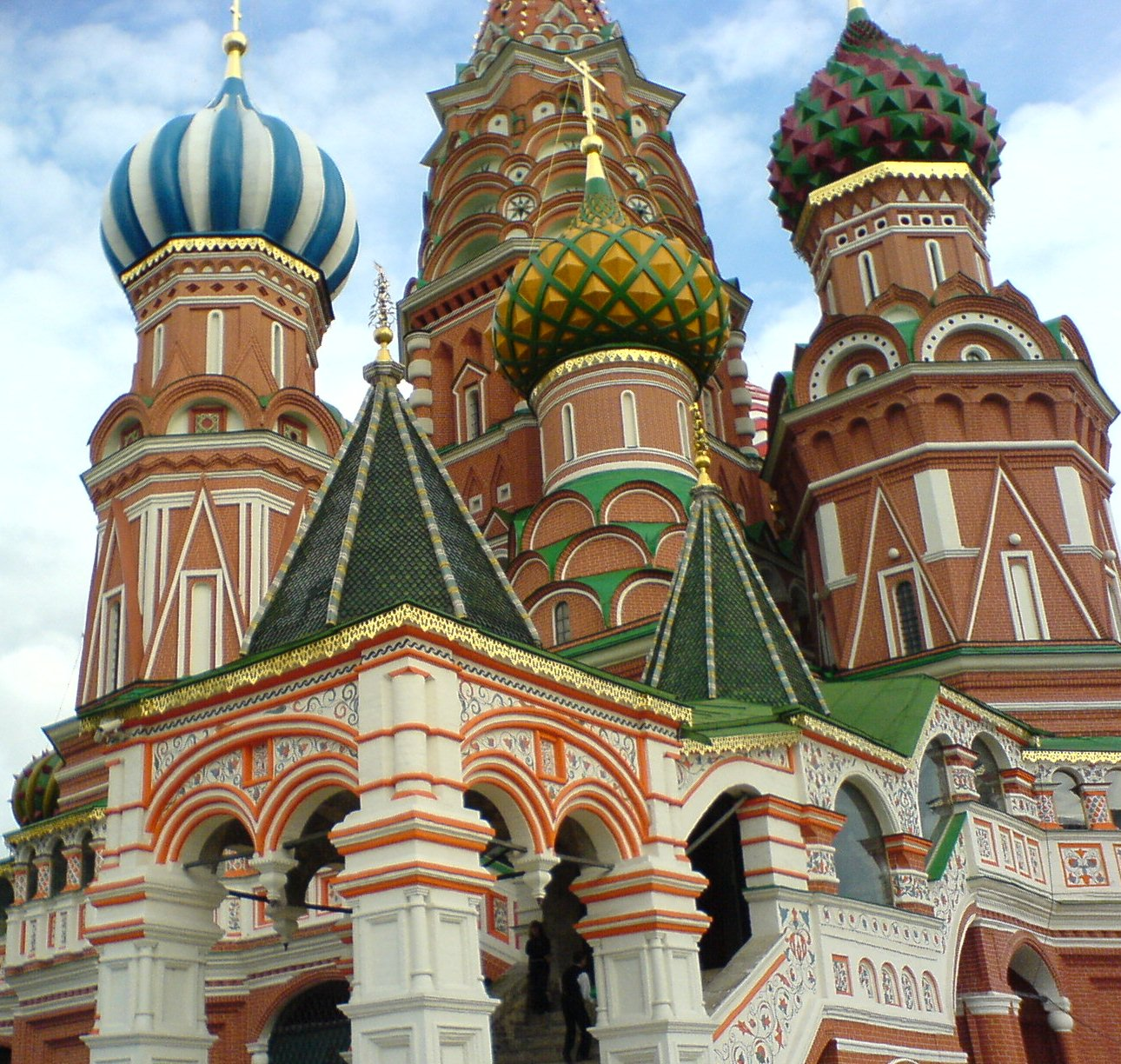
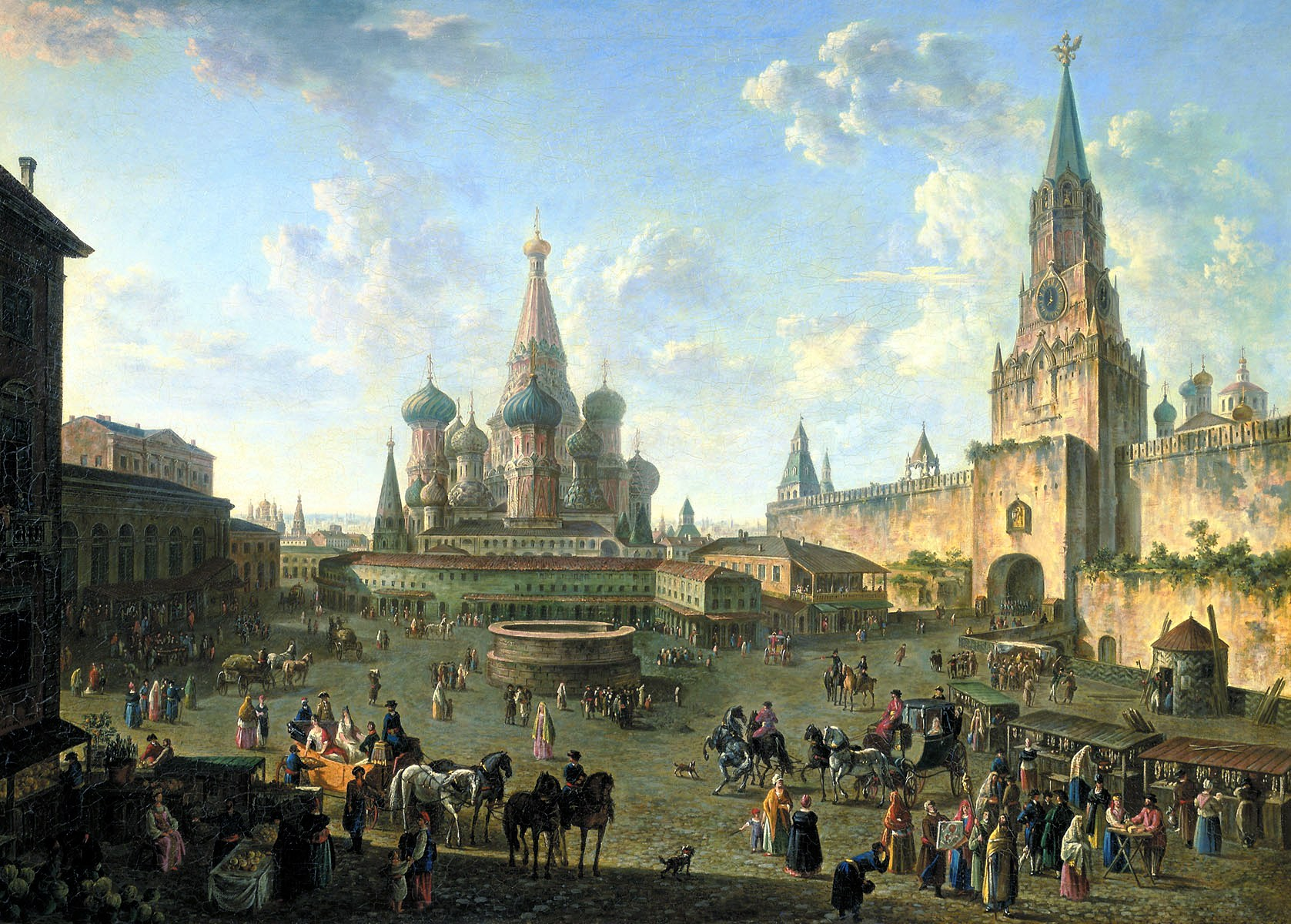
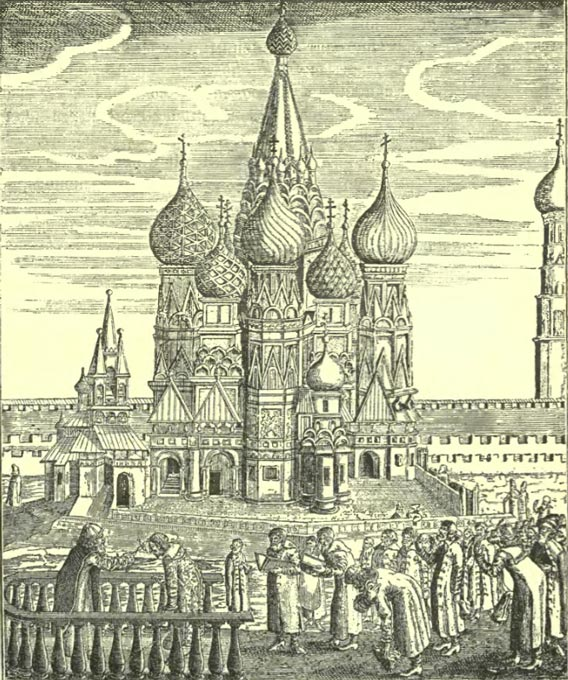
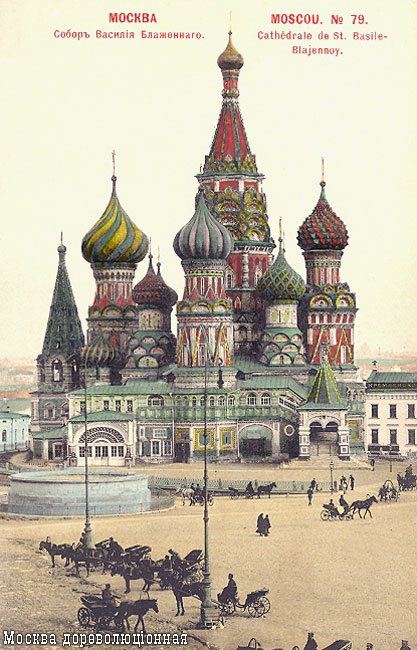
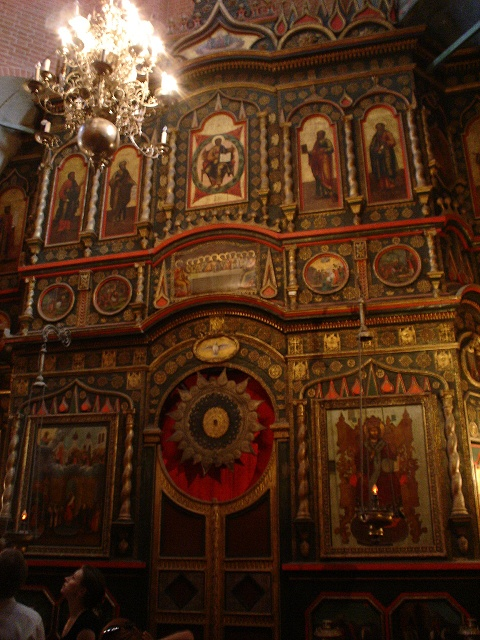
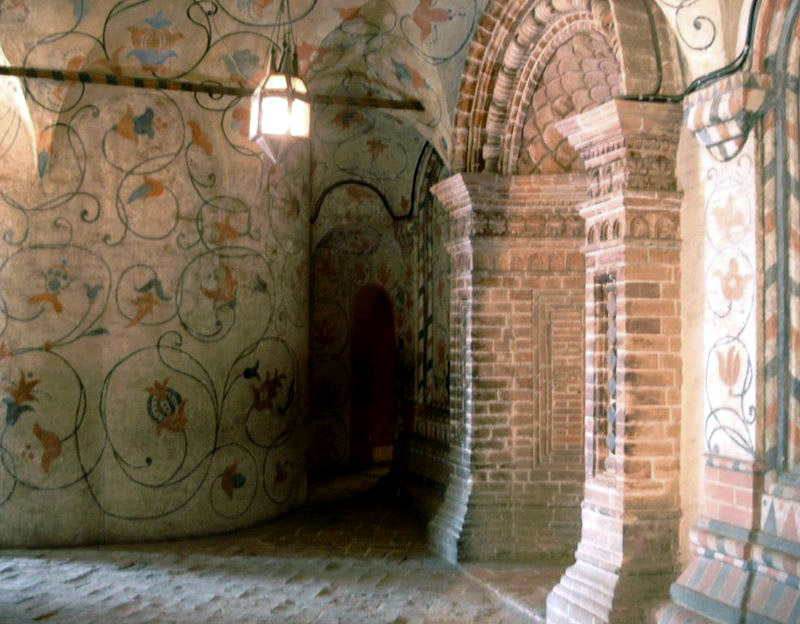
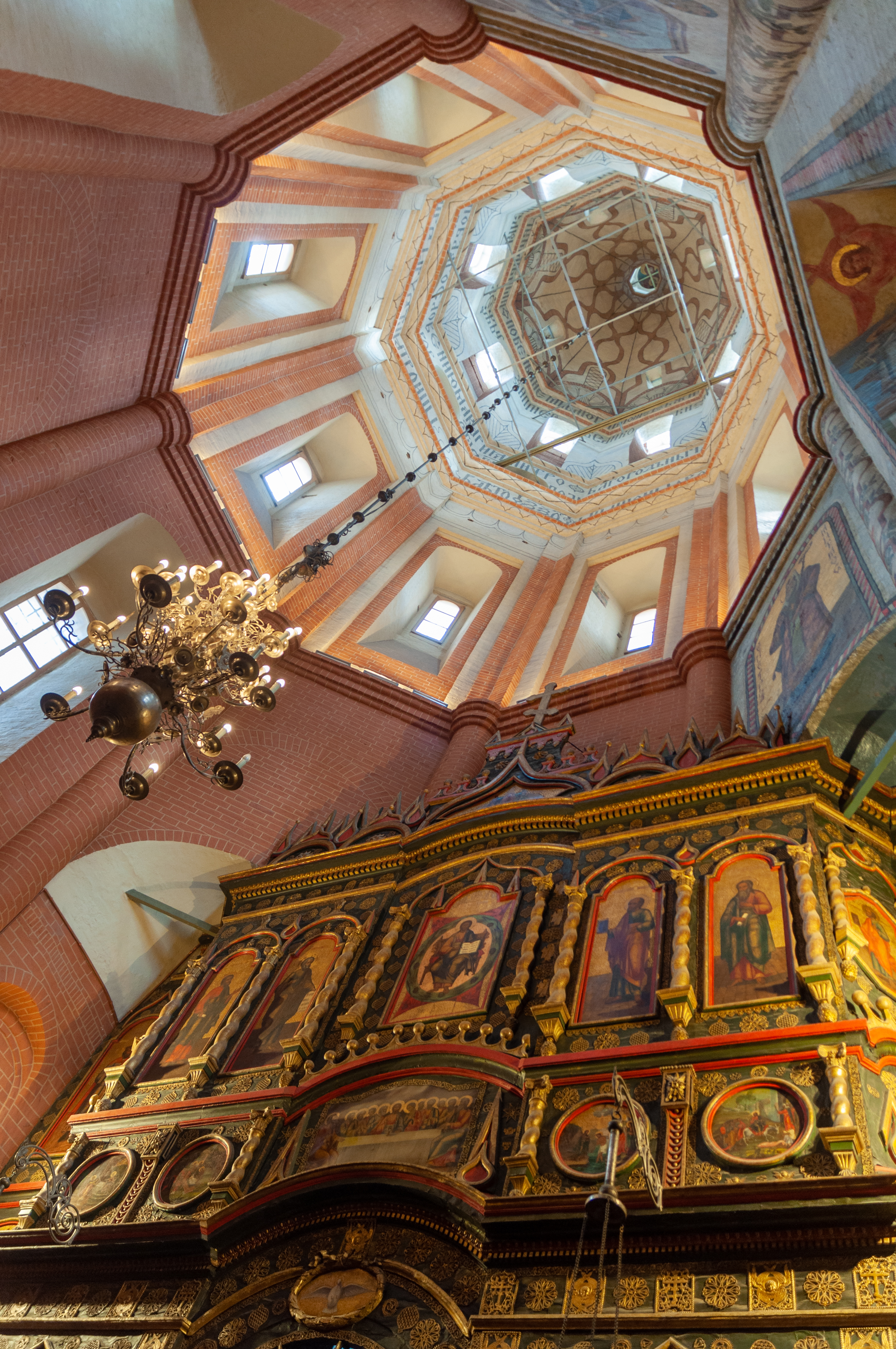